# الربعة المغربية
الربعة المغربيّة، هي مصحف مقسّم إلى ثلاثين جزءا، جلّد كل منها بغلاف مستقل. حفظت الربعة في صندوق خشبيّ مربع الشكل غطّي من الخارج بالجلد، وزوِّد بأربعة أشرطة تزيينيّة نفذّت بطريقة الكبس وتشتمل على خطوط هندسيّة مجدولة بالفضّة. وتحصر الأشرطة فيما بينها ثلاثة أحزمة فضّيّة تبدأ من مفصّلات الصندوق الخلفيّة حتى القسم الأماميّ منه، وزيّن كل حزام بثلاثة أشكال شبه نجميّة صنعت من الفضّة المطليّة بالمينا الزرقاء. ويحمل جسم الصندوق عشرة أشكال زخرفيّة من نفس النمط، كما يوجد في زوايا الصندوق أشكال هندسيّة مطعّمة بالصدف والمينا الزرقاء والحمراء. 

## تاريخها
قبل نحو 7 قرون أراد السلطان علي أبو الحسن المريني من المغرب الأقصى أن يترك أثره في المسجد الأقصى، فنسخ بخطه الحسن مصحفا تصدّر المخطوطات القرآنيّة في القدس لفرادته وإتقانه، وظلّ حتى يومنا هذا شاهدا على الفن الإسلامي المغربي وحب أهل المغرب للقدس ومسجدها. 

## شكل الربعة
صنعت أغلفة الأجزاء الثلاثين من الجلد الضارب للحمرة، وزينت دفتا كل غلاف
بزخارف ونصوص كتابية تتطابق في أغلفة جميع الأجزاء. ويوجد على كل دفة أربعة أشرطة كتابية تشكل مربعاً، يحصرها إطارات مجدولة من الخيوط الفضية، وكتبت النصوص بماء الذهب. وفي منتصف كل دفة غلاف أمامية هناك دائرة محيطها خيوط فضية مجدولة، كتب فيها بماء الذهب الآية القرآنية رقم 52 من سورة إبراهيم ونصّها : "هذا بلاغ للناس ولينذروا به وليعلموا أنما هو إله واحد وليذكر أولو الألباب ".  وكتب في دفة الغلاف الخلفية الآية القرآنية رقم 181 من سورة البقرة ونصّها : " فمن بدّله بعد ما سمعه فإنما إثمه على الذين يبدلونه إن الله سميع عليم ". 
يبدأ كل جزء من أجزاء الربعة بلوحتين مذهبتين متطابقتين يختلف تصميمهما من جزء إلى آخر. وغالباً ما تكون اللوحات مربعة الشكل، يحيط بها إطار مذهّب عريض، وتحوي زخرفة تتكون من خطوط أو دوائر أو مربعات لوِّنت بأكثر من لون، وإن كان يغلب عليها اللون الذهبي. كتبت الربعة بالخط المغربي وبالحبر الأسود بواقع خمسة أسطر لكل صفحة، ويفصل بين الآية والأخرى كلمة "آية" مذهَّبة تحيط بها ثلاث دوائر. وترد في آخر صفحتين من كل جزء وقفية الربعة، وكتبت بالخط الكوفي المذهَّب داخل مربع مذهَّب أيضاً. 

## ضياع بعض أجزائها
ساعد صندوق الربعة على بقائها بحالة جيدة، إضافة إلى أنها كتبت على "الرق" (الجلد) الذي لا يتآكل مثل الورق، وتقول الباحثة إن 5 أجزاء فقدت منها، فأعيدت كتابتها في الفترة العثمانية على يد الحاج مبارك بن عبد الرحمن المالكي عام 1807م، وضاع عام 1932 الجزء الـ30 منها، فأمست اليوم 24 جزءا فقط بخط السلطان المريني.
كتبت الربعة بحبر صنع من مواد معطرة مثل الزعفران والمسك المخلوط بالحبر الكربوني، كما اعتمد الخط الكوفي بأنواعه البسيط والمورق والمضفور لكتابة عناوين السور وخواتيمها، أما متن المصحف فكتب بالخط المغربي المبسوط الخالي من التزويق.
وتبين الباحثة أن كل جزء من الربعة يتكون من 12 كراسة بواقع 5 أسطر في كل صفحة مربعة، وتعمّد تجليل الخط وتكبيره تقديسا لكلام الله تعالى. 